# Barbari (serie televisiva)
Barbari (Barbaren) è una serie televisiva tedesca del 2020, prodotta e distribuita da Netflix.
La serie è un racconto fittizio degli eventi durante l'occupazione della Germania da parte dell'Impero Romano e la conseguente ribellione delle tribù germaniche guidate da Arminio.

## Trama

### Prima stagione
9 d.C., i romani, guidati dal generale Varo, chiedono incessantemente tributi ai barbari, divisi in varie tribù in discordia tra loro.
Fra i soldati imperiali, milita Arminio, il quale tempo prima era il figlio del reik di una delle tribù germaniche, poi preso come ostaggio e cresciuto dallo stesso Varo come un figlio. Ritornato nella sua terra natia, Arminio dovrà affrontare non solo i compagni d'infanzia come Thusnelda e Folkwin, i quali hanno intrapreso una relazione sentimentale, ma dovrà anche accettare le sue vere radici germaniche.
Arminio, diventato conscio di poter diventare il re delle tribù di tutti i germani, sposando Thusnelda, guerriera e finta profetessa che forma un collante tra le varie tribù, affronterà i soldati imperiali nella celebre battaglia di Teutoburgo.

### Seconda stagione
Negli anni 14-16 le forze romane, guidate da Germanico sotto la supervisione del padre adottivo Tiberio, penetrano profondamente in Germania. Germanico non si fida della promessa di Flavo Quintilio Varo di catturare suo fratello Arminio e lo fa allontanare. Arminio, che ormai viene riconosciuto come Ari, si aspetta un’offensiva delle truppe romane e quindi stringe un’alleanza con Marbod, principe dei Marcomanni. Tuttavia Marbod inganna Ari facendolo catturare dal Flavo. Il centurione viene accolto con stupore da Tiberio al quale accenna di un accordo di pace stretto con Marbod, da tempo loro partner commerciale. Marbod in cambio della pace chiede a Tiberio di governare le tribù germaniche in modo indipendente stringendo un accordo commerciale. Thusnelda insieme al suo ex compagno Folkwin riesce a liberare Ari il quale porta via dall’accampamento Gaio, il figlio che aveva avuto a Roma e dal quale viene disprezzato. Nessun reik vuole però sostenere Ari che quindi non può che appoggiare Marbod. Tiberio accetta le condizioni di Marbod ma gli chiede di uccidere Flavo che gli viene mandato come messaggero ignaro della trappola. Flavo riesce a liberarsi con l’aiuto del nipote Gaio e ad avvisare Germanico riguardo al Thing, l’incontro delle tribù per l’incoronazione di Marbod. I soldati di Germanico tendono un'imboscata ai barbari uccidendo diversi esponenti delle tribù e solo l’intervento di Folkwin li mette in fuga. Tra le vittime c’è anche Odarike, la moglie di Marbod il quale medita vendetta. Tiberio rimprovera Germanico per aver compromesso la pace e fa imprigionare Flavo. Con uno stratagemma Ari riesce a sequestrare Germanico mentre Gaio, capendo di aver sbagliato a tradire i Cherusci, mostra a Folkwin e Thusnelda le navi che stanno arrivando in soccorso alle truppe romane e si chiarisce con il padre. Nel frattempo Segestes, il padre di Thusnelda che era stato esiliato e che si è visto di nuovo sbarrare le porte da Ari, riferisce a Tiberio che le tribù sanno delle navi e che si stanno organizzando per attaccare. Germanico, legato su un asino, viene rimandato all’accampamento dei romani che ridono di lui ignari che si tratta di una trappola: infatti vengono attaccati sull’altro fronte dalle tribù riunite che riescono a penetrare. Flavo riesce a liberarsi e a salvare la vita a Marbod prima di essere trafitto mentre Germanico ha la meglio su Folkwin e invano cerca di fermare la fuga di Tiberio. Segestes “vende” la figlia Thusnelda e il nipotino a Tiberio il quale però non ama i traditori e fa tagliare la testa a lui e a sua moglie prima di far ritorno a Roma.

## Episodi
| Stagione         | Episodi | Pubblicazione Germania | Pubblicazione Italia |
| ---------------- | ------- | ---------------------- | -------------------- |
| Prima stagione   | 6       | 2020                   | 2020                 |
| Seconda stagione | 6       | 2022                   | 2022                 |

## Produzione
Il 10 novembre 2020 è stata annunciata la produzione di una seconda stagione.

## Distribuzione
La prima stagione della serie televisiva è stata resa disponibile per la visione il 23 ottobre 2020 su Netflix, mentre la seconda è stata pubblicata il 21 ottobre 2022.

## Accoglienza
La valutazione della serie è stata per lo più positiva, sebbene le deviazioni storiche della trama siano state criticate.